# Coquimba postinodosa
Coquimba postinodosa is een mosselkreeftjessoort. De wetenschappelijke naam van de soort is voor het eerst geldig gepubliceerd door Hao.